# Sphingomima lugezi
Sphingomima lugezi är en fjärilsart som beskrevs av Claude Herbulot 1967. Sphingomima lugezi ingår i släktet Sphingomima och familjen mätare. Inga underarter finns listade i Catalogue of Life.